# Ezra Laderman
Ezra Laderman (Brooklyn, 29 giugno 1924 – New Haven, 28 febbraio 2015) è stato un compositore statunitense di musica classica contemporanea.

## Biografia
I suoi genitori, Isidor e Leah, erano entrambi emigrati negli Stati Uniti dalla Polonia. Sebbene povera, la famiglia possedeva un pianoforte. Laderman ha scritto A quattro anni improvvisavo al pianoforte, a sette anni iniziai a comporre musica, scrivendola. A malapena la conoscevo allora, ma avevo fin da giovanissimo fatto un passo da gigante per diventare un compositore. Frequentò la High School of Music and Art di New York.
Il 25 aprile 1943 Laderman fu inserito nell'Esercito degli Stati Uniti e prestò servizio come operatore radio con la 69ª Divisione di Fanteria durante la seconda guerra mondiale. Scrisse:
Nelle settimane successive, alla fine della guerra, Laderman compose la sua Sinfonia Lipsia. Questo lavoro gli portò il riconoscimento all'interno dell'esercito e successivamente fu assegnato come orchestratore della G.I. Symphony Orchestra.
Laderman fu dimesso dall'esercito il 22 aprile 1946. Studiò composizione con Stefan Wolpe di New York e Miriam Gideon del Brooklyn College dove ottenne il suo B.A. nel 1950. Successivamente continuò a studiare con Otto Luening della Columbia University dove conseguì il M.A. nel 1952. Le composizioni di Laderman spaziano da opere strumentali e vocali soliste a musica corale e orchestrale su larga scala. Ha anche scritto musica per i film vincitori dell'Oscar The Eleanor Roosevelt Story e Black Fox.
Laderman fu commissionato tre volte dalla Philadelphia Orchestra, due volte dalle National, Louisville e Chicago Symphonies, nonché dalla New York Philharmonic, Detroit, Pittsburgh, Los Angeles Philharmonic, Dallas, Houston, Fort Worth, Syracuse, Denver, Columbus, Albany e New Haven Symphony Orchestra. Nel 1971 collaborò con Alfredo Antonini, Direttore musicale della CBS Symphony Orchestra, durante la première televisiva della sua opera And David Wept.. Inoltre ha scritto per artisti di spicco come Jean-Pierre Rampal, Yo-Yo Ma, Emanuel Ax, Sherrill Milnes, Aldo Parisot, Samuel Baron, David Shifrin, Ransom Wilson, Judith Raskin, Elmar Oliveira, Erica Morini, Nathaniel Rosen, Stephen Kates, Toby Appel e Leonard Arner, tra molti altri.
Nel 1991 fu eletto membro dell'American Academy of Arts and Letters e nel 2006 fu eletto presidente per un mandato di tre anni con termine nel 2009. Fino a giugno 2014 Laderman ha insegnato composizione musicale alla Scuola di Musica della Università Yale. Residente a Teaneck, nel New Jersey, Laderman è stato nominato Rettore alla Yale School of Music nel 1989 e ha lavorato in quella posizione fino al 1995. Morì il 28 febbraio 2015 all'età di 90 anni.

## Premi
- 1956 Guggenheim Fellowships[15]
- 1964 Rome Prize American Academy in Rome[16]
- 1983 Rome Prize American Academy in Rome[16]